# LaShawn Merritt
LaShawn Merritt (Portsmouth, 27 giugno 1986) è un velocista statunitense, campione olimpico dei 400 metri piani a Pechino 2008 e nono uomo più veloce di tutti i tempi della specialità con un record personale di 43"65.

## Biografia
Nato a Portsmouth (Virginia), dove si è diplomato presso la Woodrow Wilson High School, ha frequentato per un anno il college per atleti alla East Carolina University prima di firmare un contratto di fornitura con la Nike, rendendolo non più convocabile per competizioni NCAA. Successivamente è diventato uno studente della Old Dominion University, sempre in Virginia.
Ai Campionati del mondo di atletica leggera 2007 ad Osaka si è aggiudicato una medaglia d'argento nei 400 metri piani e un oro nella staffetta 4×400 metri.
Sempre nei 400 m ha vinto l'oro ai Giochi olimpici di Pechino 2008, battendo il connazionale e campione olimpico uscente Jeremy Wariner. Le aspettative erano di una gara combattuta, ma all'arrivo il distacco è stato il più grande della storia delle finali olimpiche dei 400 m.
L'anno seguente ai mondiali a Berlino sconfigge nuovamente il connazionale Jeremy Wariner laureandosi campione del mondo.
Il 22 aprile 2010 il suo avvocato rende pubblico che l'atleta è risultato positivo alla DHEA, uno steroide anabolizzante, in tre controlli antidoping avvenuti tra ottobre e gennaio ed ha accettato una sospensione temporanea.
Ai Giochi olimpici di Londra 2012 si presenta tra i favoriti ma deve arrendersi già nelle batterie a causa di un infortunio muscolare.

## Record nazionali
Under 20
- Staffetta 4×400 metri: 3'01"09 ( Grosseto, 18 luglio 2004) (Brandon Johnson, LaShawn Merritt, Jason Craig, Kerron Clement - record mondiale U20 e record nazionale U20 fino al 23 luglio 2017)

## Progressione

### 400 metri piani
| Stagione | Tempo | Luogo          | Data      | Rank. Mond. |
| -------- | ----- | -------------- | --------- | ----------- |
| 2017     | 44"78 | Doha           | 5-5-2017  | 19º         |
| 2016     | 43"85 | Rio de Janeiro | 14-8-2016 | 3º          |
| 2015     | 43"65 | Pechino        | 26-8-2015 | 2º          |
| 2014     | 43"92 | Losanna        | 3-7-2014  | 2º          |
| 2013     | 43"74 | Mosca          | 13-8-2013 | 1º          |
| 2012     | 44"12 | Eugene         | 24-6-2012 | 2º          |
| 2011     | 44"35 | Taegu          | 28-8-2011 | 1º          |
| 2009     | 44"06 | Berlino        | 21-8-2009 | 1º          |
| 2008     | 43"75 | Pechino        | 21-8-2008 | 1º          |
| 2007     | 43"96 | Osaka          | 31-8-2007 | 2º          |
| 2006     | 44"14 | Stoccarda      | 9-9-2006  | 3º          |
| 2005     | 44"66 | Kingston       | 7-5-2005  | 9º          |
| 2004     | 45"25 | Grosseto       | 15-7-2004 | 38º         |
| 2003     | 47"90 | Richmond       | 31-5-2003 |             |

## Palmarès

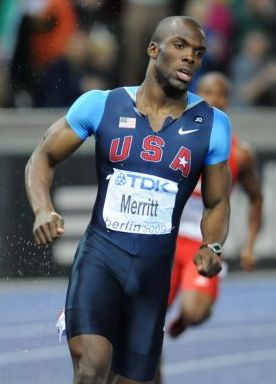
LaShawn Merritt ai Mondiali di

| Anno | Manifestazione    | Sede           | Evento      | Risultato  | Prestazione | Note                                                                    |
| ---- | ----------------- | -------------- | ----------- | ---------- | ----------- | ----------------------------------------------------------------------- |
| 2004 | Mondiali juniores | Grosseto       | 400 m piani | Oro        | 45"25       |                                                                         |
| 2004 | Mondiali juniores | Grosseto       | 4×100 m     | Oro        | 38"66       |                                                                         |
| 2004 | Mondiali juniores | Grosseto       | 4×400 m     | Oro        | 3'01"09     | Miglior prestazione mondiale under 20                                   |
| 2005 | Mondiali          | Helsinki       | 4×400 m     | Oro        | 2'56"91     | [ 2 ]                                                                   |
| 2006 | Mondiali indoor   | Mosca          | 4×400 m     | Oro        | 3'03"24     |                                                                         |
| 2007 | Mondiali          | Osaka          | 400 m piani | Argento    | 43"96       | Miglior prestazione personale                                           |
| 2007 | Mondiali          | Osaka          | 4×400 m     | Oro        | 2'55"56     | Miglior prestazione mondiale stagionale                                 |
| 2008 | Giochi olimpici   | Pechino        | 400 m piani | Oro        | 43"75       | Miglior prestazione personale                                           |
| 2008 | Giochi olimpici   | Pechino        | 4×400 m     | Oro        | 2'55"39     | Record olimpico                                                         |
| 2009 | Mondiali          | Berlino        | 400 m piani | Oro        | 44"06       | Miglior prestazione mondiale stagionale                                 |
| 2009 | Mondiali          | Berlino        | 4×400 m     | Oro        | 2'57"86     | Miglior prestazione mondiale stagionale                                 |
| 2011 | Mondiali          | Taegu          | 400 m piani | Argento    | 44"63       |                                                                         |
| 2011 | Mondiali          | Taegu          | 4×400 m     | Oro        | 2'59"31     |                                                                         |
| 2012 | Giochi olimpici   | Londra         | 400 m piani | Batteria   | dnf         |                                                                         |
| 2013 | Mondiali          | Mosca          | 400 m piani | Oro        | 43"74       | Miglior prestazione personale · Miglior prestazione mondiale stagionale |
| 2013 | Mondiali          | Mosca          | 4×400 m     | Oro        | 2'58"71     | Miglior prestazione mondiale stagionale                                 |
| 2014 | World Relays      | Nassau         | 4×400 m     | Oro        | 2'57"25     | Record dei campionati                                                   |
| 2015 | World Relays      | Nassau         | 4×400 m     | Oro        | 2'58"43     | Miglior prestazione mondiale stagionale                                 |
| 2015 | Mondiali          | Pechino        | 400 m piani | Argento    | 43"65       | Miglior prestazione personale                                           |
| 2015 | Mondiali          | Pechino        | 4×400 m     | Oro        | 2'57"82     | Miglior prestazione mondiale stagionale                                 |
| 2016 | Giochi olimpici   | Rio de Janeiro | 200 m piani | 6º         | 20"19       |                                                                         |
| 2016 | Giochi olimpici   | Rio de Janeiro | 400 m piani | Bronzo     | 43"85       | Miglior prestazione personale stagionale                                |
| 2016 | Giochi olimpici   | Rio de Janeiro | 4×400 m     | Oro        | 2'57"30     | Miglior prestazione personale stagionale                                |
| 2017 | World Relays      | Nassau         | 4×400 m     | Oro        | 3'02"13     |                                                                         |
| 2017 | Mondiali          | Londra         | 400 m piani | Semifinale | 45"52       |                                                                         |

## Campionati nazionali
- 5 volte campione nazionale dei 400 m piani (2008, 2009, 2012, 2013, 2016)
- 1 volta campione nazionale juniores dei 200 m piani (2004)
- 1 volta campione nazionale juniores dei 400 m piani (2004)

2004
- Oro ai campionati statunitensi juniores, 200 m piani - 20"72
- Oro ai campionati statunitensi juniores, 400 m piani - 46"80

2005
- 4º ai campionati statunitensi, 400 m piani - 44"73

2006
- Argento ai campionati statunitensi, 400 m piani - 44"50
- Argento ai campionati statunitensi indoor, 400 m piani - 46"17

2007
- Argento ai campionati statunitensi, 400 m piani - 44"06

2008
- Oro ai campionati statunitensi, 400 m piani - 44"00

2009
- Oro ai campionati statunitensi, 400 m piani - 44"50

2012
- Oro ai campionati statunitensi, 400 m piani - 44"12

2013
- Oro ai campionati statunitensi, 400 m piani - 44"21

2016
- Oro ai campionati statunitensi, 400 m piani - 43"97

## Altre competizioni internazionali
2006
- Bronzo alla World Athletics Final ( Stoccarda), 400 m piani - 44"14
- Oro in Coppa del mondo ( Atene), 400 m piani - 44"54
- Oro in Coppa del mondo ( Atene), 4×400 m - 3'00"11

2007
- Oro alla World Athletics Final ( Stoccarda), 400 m piani - 44"58

2008
- Oro alla World Athletics Final ( Stoccarda), 400 m piani - 44"50

2009
- Oro alla World Athletics Final ( Salonicco), 400 m piani - 44"93

2013
- Vincitore della Diamond League nella specialità dei 400 m piani (20 punti)

2014
- Oro in Coppa continentale ( Marrakech), 400 m piani - 44"60
- Bronzo in Coppa continentale ( Marrakech), 4×400 m - 3'02"78
- Vincitore della Diamond League nella specialità dei 400 m piani (26 punti)

2016
- Vincitore della Diamond League nella specialità dei 400 m piani (50 punti)